# Strzelba Sajga
Sajga – skonstruowana w rosyjskich zakładach Iżmasz samopowtarzalna strzelba gładkolufowa. Taką samą nazwę noszą produkowane w zakładach Iżmasz samopowtarzalne sztucery Sajga wzorowane na konstrukcji AK-74M.

## Historia konstrukcji
W latach dziewięćdziesiątych XX wieku na cywilny rynek rosyjski zaczęło trafiać coraz więcej wzorów broni zachodniej. Typem, który zdobył tam sporą popularność, była włoska strzelba samopowtarzalna SPAS15. Prace nad podobną bronią podjęły także miejscowe zakłady Iżmasz w Iżewsku.
Szefem zespołu konstruktorów został Gienadij Nikonow, a głównym konstruktorem Aleksandr Turkin. W skład zespołu wchodzili także Walerij Afonin, Władimir Cypko, Władimir Abramian i Lew Ponomariew. Konstruując nową strzelbę postanowili oni oprzeć się na sprawdzonej konstrukcji karabinu AK-74M. Wewnętrzna budowa strzelby i działanie jej mechanizmów nie odbiega od pierwowzoru. Główną różnicę stanowi budowa zamka. Zmniejszono jego masę i ma on nową konstrukcję. W przedniej części pojawił się nieruchomy (nieobracający się) tłok zaporowy z powiększonym pazurem wyciągu. Nieruchomy tłok zaporowy zastosowano, żeby uniknąć dużych wycięć w tylnej części komory nabojowej, w których poruszałby się pazur wyciągu.

## Wersje
- Sajga 410 – strzelba myśliwska kalibru .410
- Sajga 20 – strzelba myśliwska kalibru 20 z kolbą stałą
- Sajga 20S – strzelba kalibru 20 z kolbą składaną
- Sajga 20K – strzelba kalibru 20 ze skróconą lufą i kolbą składaną
- Sajga 12 – strzelba myśliwska kalibru 12 z kolbą stałą
- Sajga 12S – strzelba kalibru 12 z kolbą składaną
- Sajga 12K – strzelba kalibru 12 ze skróconą lufą i kolbą składaną
- Sajga 12S (eksperymentalna) – wersja odpowiadająca Sajdze 12S, ale posiadająca możliwość wyłączenia automatyki (działa wtedy jak strzelba powtarzalna przeładowywana przez ruch odpowiednio ukształtowanego łoża).
- Sajga 12 (eksperymentalna?) – wersja typowo bojowa, lufa jak w Sajdze 12K, ramowa kolba składana, tłumik płomieni. Strzelba wyposażona w przyrządy celownicze jak w AK-74 i podstawę do montażu celowników optycznych.

## Opis konstrukcji
Strzelba Sajga jest bronią samopowtarzalną. Zasada działania oparta na wykorzystaniu energii gazów prochowych odprowadzanych przez boczny otwór lufy. Tłok gazowy o długim ruchu. Ryglowanie przez obrót zamka w lewo (dwa rygle), przed ryglami umieszczono nieobracający się tłok zaporowy. Mechanizm spustowy kurkowy umożliwia strzelanie ogniem pojedynczym. Zasilanie z jednorzędowych magazynków łukowych o pojemności 3 lub 4 naboi (na rynek cywilny) albo 5 lub 7 naboi (na zamówienie sił zbrojnych). Bezpiecznik o kształcie identycznym jak w innych pochodnych kbk AKM po lewej stronie komory zamkowej. Mechaniczne przyrządy celownicze składają się z muszki i szczerbinki osadzonych na listwie nad rurą gazową. Kolba z tworzywa sztucznego, stała lub składana na lewy bok komory zamkowej.

## Dane taktyczno-techniczne
| Wzór                              | Sajga 410     | Sajga 410S | Sajga 410K    | Sajga 12    | Sajga 12S   | Sajga 12K   | Sajga 20    | Sajga 20S   | Sajga 20K   |
| Kaliber                           | .410          | .410       | .410 (10,4mm) | 12 (18,2mm) | 12 (18,2mm) | 12 (18,2mm) | 20 (15,7mm) | 20 (15,7mm) | 20 (15,7mm) |
| Masa z pustym magazynkiem (kg)    | 3,4           | 3,4        | 3,3           | 3,8         | 3,8         | 3,5         | 3,4         | 3,4         | ?           |
| Długość broni (mm)                | 1110 lub 1170 | 1080       | 835           | 1145        | 1060        | 910         | 1135        | 1050        | ?           |
| Długość broni z kolbą złożoną(mm) | –             | 835        | 593           | –           | 820         | 670         | –           | 810         | ?           |
| Długość lufy (mm)                 | 518 lub 610   | 570        | 330           | ?           | ?           | 430         | 570         | 570         | ?           |

¹Podane dane są orientacyjne, ponieważ producent wprowadza zmiany konstrukcyjne w kolejnych seriach produkcyjnych.